# Der Biedermann

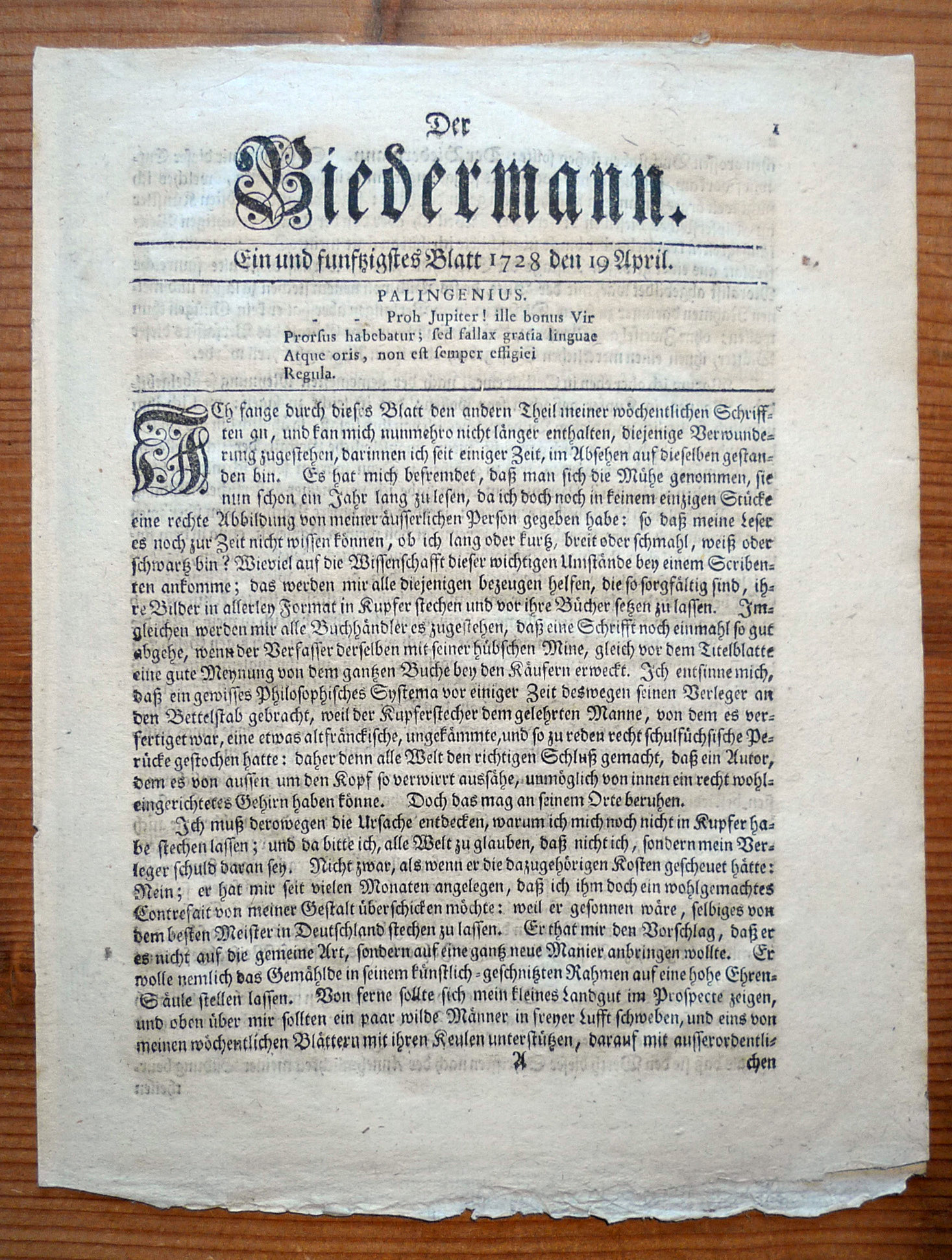
Der Biedermann, Titelseite vom 19. April 1728

Der Biedermann war eine moralische Wochenschrift der Frühaufklärung. Das Journal erschien von 1727 bis 1729 in Leipzig und wurde von Johann Christoph Gottsched unter dem Pseudonym „Ernst Wahrlieb Biedermann“ verfasst und herausgegeben. Bereits 1728 und 1729 folgten zwei gesammelte Ausgaben in Buchform.

## Autor und Herausgeber
Autor und Herausgeber war Johann Christoph Gottsched (1700 bis 1766), ein deutscher Schriftsteller, Dramaturg, Sprachforscher und Literaturtheoretiker der Aufklärung.

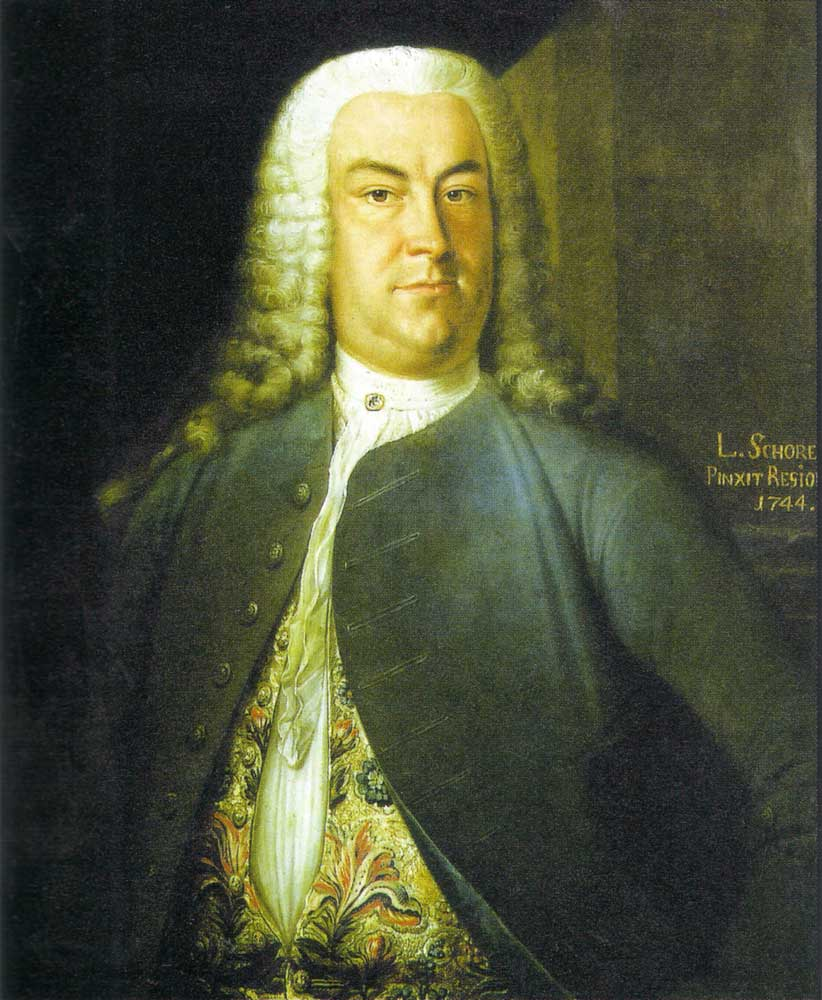
Johann Christoph Gottsched, Gemälde von Leonhard Schorer, 1744

Gottsched war 1724 nach Leipzig geflohen, um einer Zwangsrekrutierung durch preußische Anwerber zu entgehen. In Leipzig hielt er ab 1725 Vorlesungen an der Universität und betätigte sich sehr bald auch publizistisch: Die erste Ausgabe des Biedermann erschien am 1. Mai 1727. Das Blatt war Gottscheds zweites journalistisches Projekt, nachdem er bereits von 1725 bis 1726 die Zeitschrift Die vernünftigen Tadlerinnen herausgebracht hatte.

## Themen und Programm
Gottsched selbst hat den Biedermann als eine „neue Sittenschrift“ bezeichnet. Er wolle, so schrieb er in der ersten Nummer vom Mai 1727, seinem Leser das Laster „in seiner natürlichen Blöße“ vor Augen führen, damit dieser alle negativen Gewohnheiten „hassen und vermeiden kan[n]“. Damit steht das Blatt ganz in der Tradition seiner Zeit, die an die Besserung des Menschen durch Erziehung glaubt.

## Umfang und Format

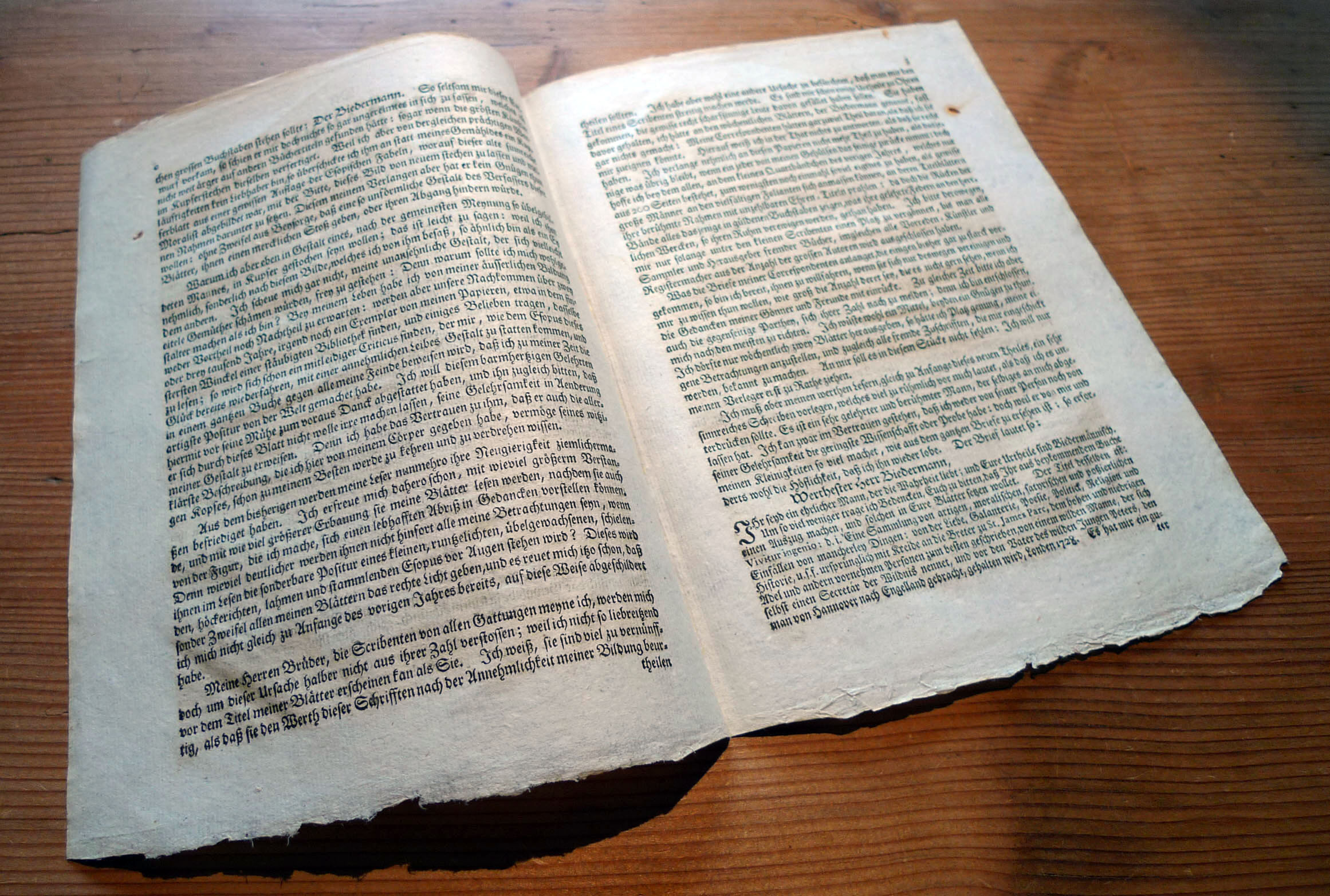
Der Biedermann wurde auf ein einfach gefaltetes Blatt gedruckt. Durch die Faltung ergaben sich vier Seiten im Quartformat

Der Biedermann erschien jeweils einmal pro Woche im Umfang von vier Seiten im Quartformat. Vorbilder waren die ersten englischen Wochenschriften von Joseph Addison und Richard Steele und der für Deutschland stilbildende Patriot aus Hamburg. Diesen Journalen ähnelte Der Biedermann auch im Erscheinungsbild mit dem großen Titel, der Datumszeile und dem jeder Nummer vorangestellten Zitat.